# Megaselia ruralis
Megaselia ruralis är en tvåvingeart som beskrevs av Schmitz 1937. Megaselia ruralis ingår i släktet Megaselia och familjen puckelflugor. Inga underarter finns listade i Catalogue of Life.